# Tournoi d'Uruguay de rugby à sept
Le Tournoi d'Uruguay de rugby à sept (Punta del Este sevens) est un tournoi de rugby à sept disputé à Punta del Este depuis 1989 et qui a compté comme une étape des séries mondiales masculines de rugby à sept lors de la saison 1999-2000.

## Historique
Les tournois se déroulent à l'Estadio Domingo Burgueño à Punta del Este.  Le tournoi est inscrit comme étape des séries mondiales masculines de rugby à sept lors de la saison 1999-2000.

## Palmarès
Étapes des séries mondiales masculines de rugby à sept
| Année     | Stade                                    | Cup              | Cup     | Cup       | Plate     | Bowl      | Shield    |
| Année     | Stade                                    | Vainqueur        | Score   | Finaliste | Vainqueur | Vainqueur | Vainqueur |
| --------- | ---------------------------------------- | ---------------- | ------- | --------- | --------- | --------- | --------- |
| 1999-2000 | Estadio Domingo Burgueño, Punta del Este | Nouvelle-Zélande | 42 – 19 | Fidji     | Australie | France    | -         |